# Elric (auteur de bande dessinée)
Pour les articles homonymes, voir Elric.
Elric Dufau-Harpignies, dit Elric (ou parfois Elric Dufau), est un auteur de bande dessinée français né le 18 septembre 1983 à Perpignan (Pyrénées-Orientales).

## Biographie
Il étudie aux beaux arts et publie dans plusieurs fanzines et revues avant de sortir ses premiers albums. Il réalise notamment les crayonnées de Marche ou rêve (scénario et encrage de Laurel, Dargaud, 2011) puis signe plusieurs albums en collaboration ou comme auteur complet, dans des styles allant du récit intimiste à la jeunesse, en passant par le gag pour adulte.
En 2015, il cofonde le réseau Marsam avec Alain François et Golo. L’année suivante, il reprend ses études à l'EESI d'Angoulême et soutient un master en littérature comparée sur Shōchan no Bōken, manga de 1923. Il écrit quelques articles, notamment sur ce sujet, pour Les Cahiers de la BD.
Il dessine les deux derniers récits du tome 31 d'Iznogoud (2021), et devient alors le nouveau dessinateur de la série, succédant à Nicolas Tabary.
Le peintre Henri Harpignies, sujet de l'une de ses bandes dessinées, était le cousin de son arrière-grand-père.

## Publications
Bandes dessinées
- Psychanalyse des Miquets, avec Wandrille, Vraoum !, 2011.
- Une palpitante histoire de Pow R & Toc H - Pow R & Toc H se font suicider, Onapratut, 2011.
- Marche ou rêve, scénario et encrage de Laurel, Dargaud, 2011.
- Harpignies, avec François Darnaudet, Paquet, 2014.
- Psychanalyse du héros de romangraphie , avec Wandrille, Vraoum !, 2014.
- Witchazel, coscénario de François Darnaudet, Kramiek :

1. Witchazel et le sort du Wlouf !, 2016.
2. Witchazel contre le Démoniaque Onyribilis, 2016.
3. Witchazel et la menace d'Anankor , 2017.
4. Witchazel contre ce dingue de dongo, 2019.

- Trivial pour Cuite, Onapratut, 2016.
- Romance, Delcourt, coll. « Pataquès », 2021.
- Les Nouvelles aventures d'Iznogoud, scénario d'Olivier Andrieu, IMAV éditions :
  - 31. Moi, calife... (dessin de deux histoires sur cinq), 2021.
  - 32. Des Bougies pour Iznogoud, 2022.
- Une aventure classique de Spirou et Fantasio
  - 1. La Baie des Cochons, Dupuis, Marcinelle, avril 2024. Scénario avec Clément Lemoine et Michaël Baril

Pochettes de disques
- The Limiñanas, 7′ and rare stuff 2009/2014
- The Limiñanas, 7′ and rare stuff 2015/2018